# Traje típico de Quetzaltenango
El Traje Típico de Quetzaltenango  es el traje que se usa en la región de Quetzaltenango. Además, a diferencia de otros trajes del país, es grueso debido al frío que se vive en Quetzaltenango. Por ser un departamento del occidente.

## Símbolos Sagrados
Como otros trajes típicos, Quetzaltenango tiene ciertos símbolos sagrados, que tienen significado y una historia en el Güipil, que no podían ser alterados, ya sea la forma o el color en el pasado, pues eran regidos por el o los sacerdotes de la ciudad o el pueblo......

## Cultura Quetzalteca
Es importante destacar que es uno de los más representativos del país, y que cada uno de los municipios de quetzaltenango tiene uno propio, pero el más representativo es el de "Xelajú".
Está conformado por tres colores tradicionales mayas, que significan:
- Rojo: Sangre derramada por las guerras, sangre de los antepasados.
- Amarillo: Maíz, color de la vida, rayos del sol.
- Morado: Sufrimiento, dolor.

El huipil está adornado con floreros, estrellas, y varios diseños de pájaros. El corte se une al huipil por una delgada faja de hilos naturales.

### Traje de Luto
En algunas ocasiones, especialmente como respeto a la familia del difunto, se usa un traje que es de color morado y negro, que significa luto, oscuridad, muerte; o bien, solo se es usado un perraje de estos colores y el blanco.
Lamentablemente, el traje de los hombres cayó en desuso, por lo que se usa una camisa blanca, con pantalón blanco, que es sujetado por una faja roja, y, a veces se usa un morral, o bien, un pañuelo en el cuello, o bajo el sombrero.